# William Leahy
Pour les articles homonymes, voir Leahy.
William Leahy est un amiral américain, né le 6 mai 1875 à Hampton (Iowa) et mort le 20 juillet 1959 à Bethesda (Maryland).

## Biographie

### Jeunesse
Il vient d'une famille irlando-américaine, Leahy est né à Hampton dans l'Iowa. Ses parents ont déménagé à Ashland (Wisconsin) dans le Wisconsin quand il était enfant. Son père, Arthur Michael Leahy (1838-1921), est avocat et vétéran de la Guerre de Sécession. William devait rejoindre West Point pour suivre les traces de son père mais il a fréquenté l'Académie navale d'Annapolis, où il obtient son diplôme, en 1897, et est classé 14e sur 47.

### Service naval
Après son diplômé de l'Académie navale, Leahy épouse Louise Harrington. Ils ont eu des enfants, y compris un fils, William Harrington Leahy, qui est diplômé de l'Académie navale américaine en 1927. Il participé à la Seconde Guerre mondiale.
Leahy part dans l'Oregon, puis dans le Pacifique. Il débute sur le cuirassé quand il passe le détroit de Magellan, en Amérique du Sud, en 1898 pour participer à la bataille de Saint-Jacques, le 3 juillet pendant la Guerre hispano-américaine de 1898. Ce fut la seule bataille de Leahy.
Après avoir terminé les deux années de service en mer requis par la loi, Leahy est nommé Enseigne le 1er juillet 1899. À cette époque, il part aux Philippines de 1899 à 1901 et en Chine en 1900, durant la guerre américano-philippine et la révolte des Boxers en Chine. Il retourne aux États-Unis en 1902. Les cinq prochaines années, il fait son service à bord du Tacoma, qui étaient stationnés au Panama au cours de la première période de la construction du canal.
Il part au Nicaragua en 1912, à Haïti puis au Mexique en 1916. Pendant la Première Guerre mondiale, il se lie avec Franklin Delano Roosevelt. Il est nommé commodore en 1927, exerce divers commandements importants à terre ou à la mer, comme chef du « Bureau of Ordnance », puis du « Bureau of Navigation », promu vice amiral, il commande la Force de bataille des Cuirassés (en). Nommé amiral en 1936, il termine sa carrière comme Chef des Opérations Navales (CNO) et prend sa retraite de la marine en 1939.
De septembre 1939 à novembre 1940, Leahy est gouverneur de Porto Rico. Il supervise le développement de bases militaires dans l'île tout en servant comme gouverneur.

### Seconde Guerre mondiale

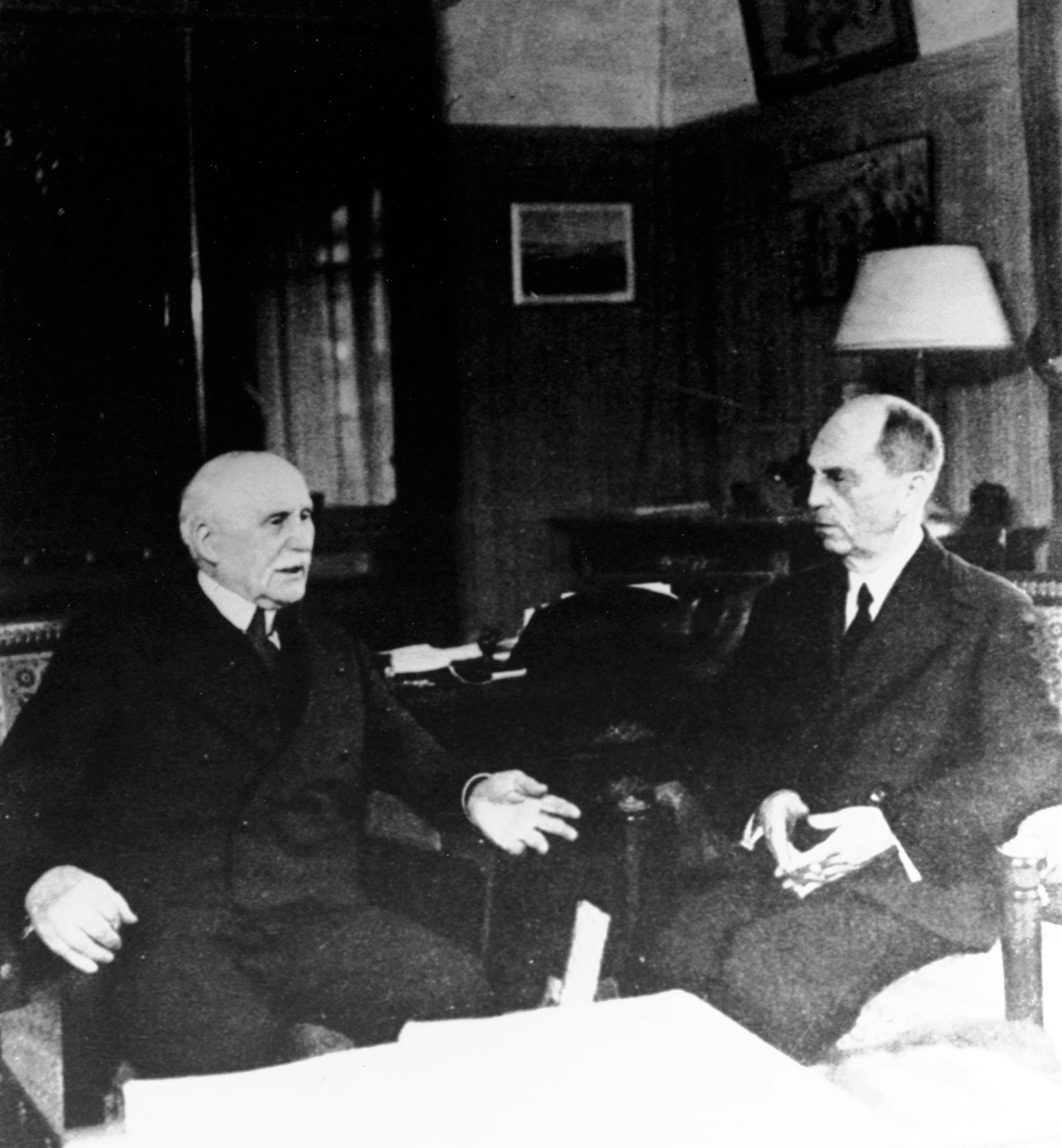
Le maréchal Pétain et William Leahy à Vichy, avril 1942 guerre mondiale.

De 1941 à mai 1942, il est ambassadeur des États-Unis auprès du gouvernement de Vichy. Il voue une grande admiration à Philippe Pétain, et écrit dans son journal, quelque temps avant de prendre son poste à Vichy : « Je pars avec l'ordre et l'espoir de collaborer à l’œuvre du maréchal Pétain ». Leahy ne connaît que Vichy et ne parle pas français ; or, c'est lui qui est la principale source de Roosevelt au sujet de la vie politique française. Leahy répercute à Roosevelt ce qu'il entend au sujet du général de Gaulle à Vichy, et n'en donne ainsi que des échos négatifs.
Le président Roosevelt le rappelle plus de six mois après l'entrée en guerre des États-Unis, comme chef d'État-major particulier.
Les États-Unis fournissent de la nourriture et des soins médicaux au régime de Vichy en France métropolitaine et en Afrique du Nord du fait des accords Murphy-Weygand.
Quand les États-Unis entrent dans la Seconde Guerre mondiale, en déclarant le 8 décembre 1941 la guerre au Japon , le président Roosevelt a décidé qu'il avait besoin d'un militaire de haut rang comme conseiller personnel et point de contact avec ses trois chefs d'état-major : l'amiral Ernest King de la marine, le général George Marshall de l'armée de terre et le général Henry Arnold de l' « Army Air Forces ». Le 6 juillet 1942, Leahy est nommé chef d'état-major du commandant en chef de l'Armée américaine et de la Marine par le président des États-Unis.
Leahy a passé le jour-J, le 6 juin 1944, dans sa ville natale de Hampton, dans l'Iowa. Ce voyage faisait partie des efforts de la tromperie entourant l'invasion des alliés en l'Europe. L'idée était d'endormir les agents allemands à Washington, ou ailleurs aux États-Unis en leur faisant croire que l'opération n'aurait pas lieu si un tel officier de ce rang aussi élevé était hors de la capitale fédérale .
Leahy a été nommé amiral de la flotte le 15 décembre 1944, premier des officiers généraux « à cinq étoiles », après la création de ces grades par le Congrès la veille. Il a ainsi la préséance sur les généraux de l'Armée ou amiraux de la Flotte, nommés après lui, à compter du 16 au 21 décembre 1944 : George Marshall, Ernest King, Douglas MacArthur, Chester Nimitz, William F. Halsey, Dwight Eisenhower et Henry Arnold.

### Après guerre
Après la guerre, il exprime publiquement son désaccord sur l'emploi de la bombe atomique contre le Japon.
Après la médiation entre la Marine des États-Unis et le gouvernement de Porto Rico sur le transfert involontaire d'une partie des îles de Vieques et Culebra aux autorités navales, Leahy démissionne en mars 1949, mais en tant qu'officier général de cinq étoiles, il est resté techniquement en service actif. L'année suivante, il publie ses mémoires de guerre.
Leahy est mort à l'hôpital de la Marine américaine à Bethesda, dans le Maryland, le 20 juillet 1959, à l'âge de 84 ans. Il est enterré le 23 juillet.
Les porteurs honoraires du cercueil étaient l'amiral de la flotte Chester W. Nimitz, l'amiral Thomas C. Hart, l'amiral Charles P. Snyder (en), l'amiral Louis E. Denfeld (en), l'amiral Arthur W. Radford, le vice-amiral Edward L. Cochrane (en) et le contre-amiral Henry Williams, tous à la retraite. Les militaires en service actif qui étaient porteurs honoraires étaient l'amiral Jerauld Wright (en), l'amiral Robert L. Dennison (en), le contre-amiral Joseph H. Wellings et un ami proche, William D. Hassett.

## Dates des attributions de grades
United States Naval Academy Midshipman - Classe de 1897, 15e sur 47 de la classe.
| Ensign           | Lieutenant (junior grade)                           | Lieutenant   | Lieutenant commander | Commander | Captain |
| O-1              | O-2                                                 | O-3          | O-4                  | O-5       | O-6     |
| ---------------- | --------------------------------------------------- | ------------ | -------------------- | --------- | ------- |
|                  |                                                     |              |                      |           |         |
| 1er juillet 1899 | 1er juillet 1902 31 décembre 1903 15 septembre 1909 | 29 août 1916 | 1er juillet 1918     |           |         |

| Commodore                | contre-amiral                  | vice-amiral      | amiral | Amiral de la Flotte |
| O-7                      | O-8                            | O-9              | O-10   | O-11                |
| ------------------------ | ------------------------------ | ---------------- | ------ | ------------------- |
|                          |                                |                  |        |                     |
| Not Held 14 octobre 1927 | 13 juillet 1935 2 janvier 1937 | 15 décembre 1944 |        |                     |

## Ordres, décorations et médailles
|  |  |             |
|  |  |             |
|  |  | Bronze star |
|  |  |             |
|  |  |             |
|  |  |             |

| Navy Cross                        | Navy Distinguished Service Medal avec deux étoiles d'or | Sampson Medal                                      |
| Spanish Campaign Medal            | Philippine Campaign Medal                               | Nicaraguan Campaign Medal (1912)                   |
| Mexican Service Medal             | Dominican Campaign Medal                                | World War I Victory Medal avec agrafe « Overseas » |
| American Campaign Medal           | Asiatic-Pacific Campaign Medal                          | European-African-Middle Eastern Campaign Medal     |
| World War II Victory Medal        | Navy Occupation Medal                                   | National Defense Service Medal                     |
| Ordre d'Aviz, officier (Portugal) | Ordre de Abdon Calderón, 1re classe (Équateur)          | Navy Rifle Marksmanship Ribbon                     |